# أما (آيتشي)
أما (باليابانية: あま市-أماتشي) مدينة من مدن محافظة آيتشي اليابانية، وصل عدد سكان المدينة حسب إحصاء 2017 إلى 350 87، بكثافة سكانية بلغت 177 3 نسمة/كم² (230 8 نسمة/ميل²). مساحة المدينة الإجمالية هي 27.49 كم² أي 10.61 ميل².

## جغرافيا
تقع أماتشي في أقصى غرب محافظة آيتشي، حيث تجاور المدن التالية:
- ناغويا — ناكاغاوا-كو، ناكامارو-كو
- إنازاوا
- كيوسو
- تسوشيما
- آيساي
- كاناي
- أوهارو

## تاريخ
كانت آما في السابق جزءا من محافظة أواري خلال فترة إيدو، وخلال فترة مييجي تم تقسيم المنطقة إلى عدة قرى تحت إدارة مقاطعة أما، محافظة آيتشي، ومنذ تلك الفترة والمنطقة تعتبر مركزا لزخرفة منتوجات الحرف المعدنية والزجاجية. في 1 أكتوبر 1933 تحولت جيموكوجي إلى بلدة، وكذلك الشأن بالنسبة لميوا في 1958، وشيبو في 1966، بدأت البلدات الثلاثة  بالإضافة إلى أوهارو في محادثات الإندماج في 2008، ولكن أوهارو انسحبت من المحادثات في نفس السنة فيما أجرت البلدات الثلاثة إستفتاء سنة 2009، وهكذا تم إحداث مدينة أما الجديدة في 22 مارس 2010.

## التعليم
يوجد في المدينة ثلاث عشرة مدرسة إبتدائية, خمسة مدارس متوسطة، ومدرسة واحدة ثانوية.

## المواصلات

### بالقطار
- ميتيتستو — خط ميتيتسو تسوشيما
  - محطة جيموكوجي — محطة شيبو — محطة كيدا

### الطريق السريع
- طريق ناغويا دياني كانجو السريع
- طريق هيغاشي-ميهان السريع
- الطريق الوطنية 302

## مواقع للزيارة
- قرية شيبـُّو الفنية
- قصر هاتشيتسوكا
- موقع ولادة فوكوشيما مازانوري

## أشخاص من المدينة
- فوكوشيما مازانوري، داي-ميو خلال فترة سينغوكو.[3]
- هاتشيسوكا ماساكاتسو، داي-ميو خلال فترة سينغوكو.[4]
- نوبوتاكا هيرانو، لاعب الكرة الطائرة.[5]
- جونيتشي ساتو، مخرج أنيمي.[6]

## معرض الصور

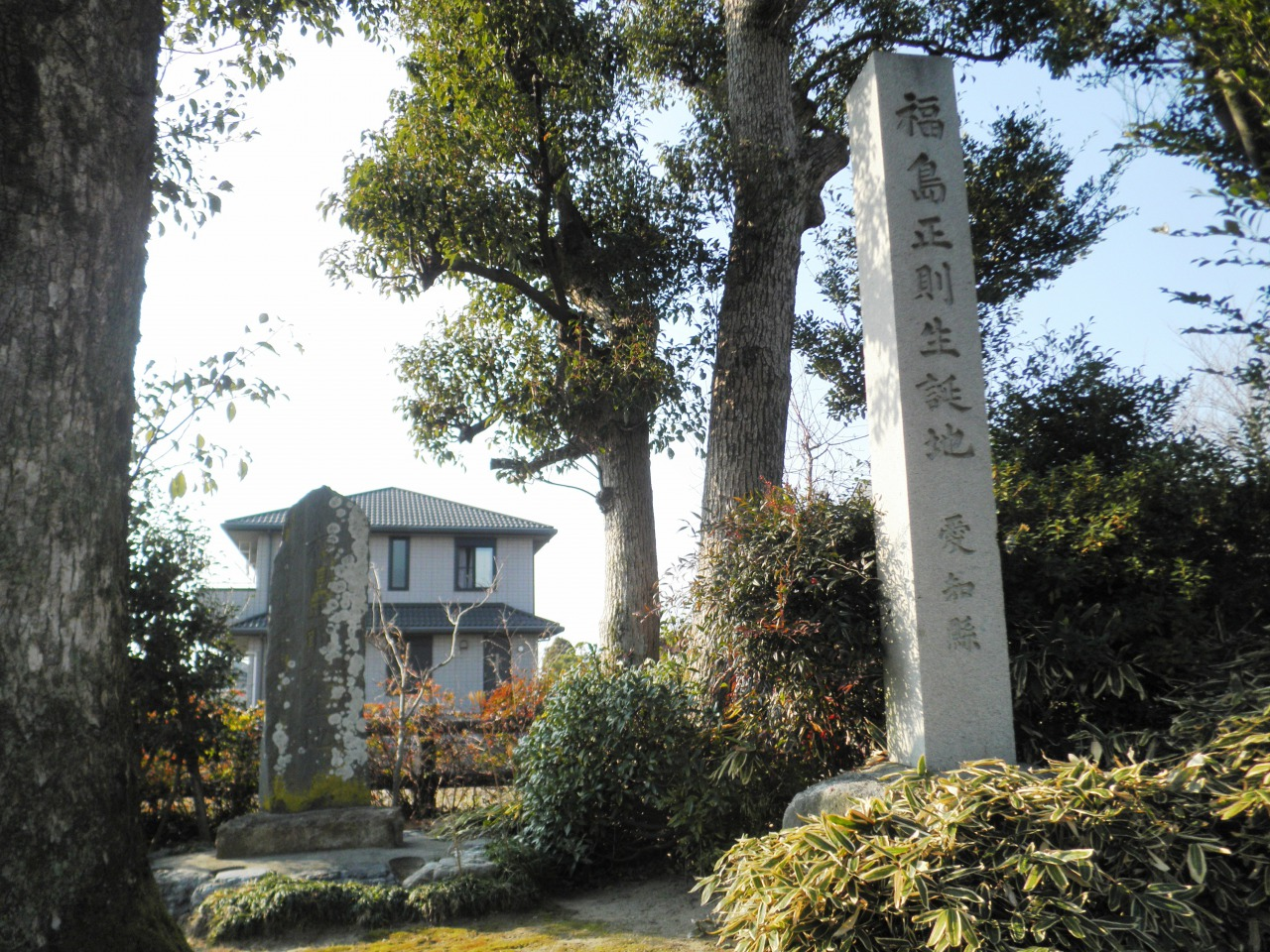
مكان ولادة فوكوشيما مازانوري
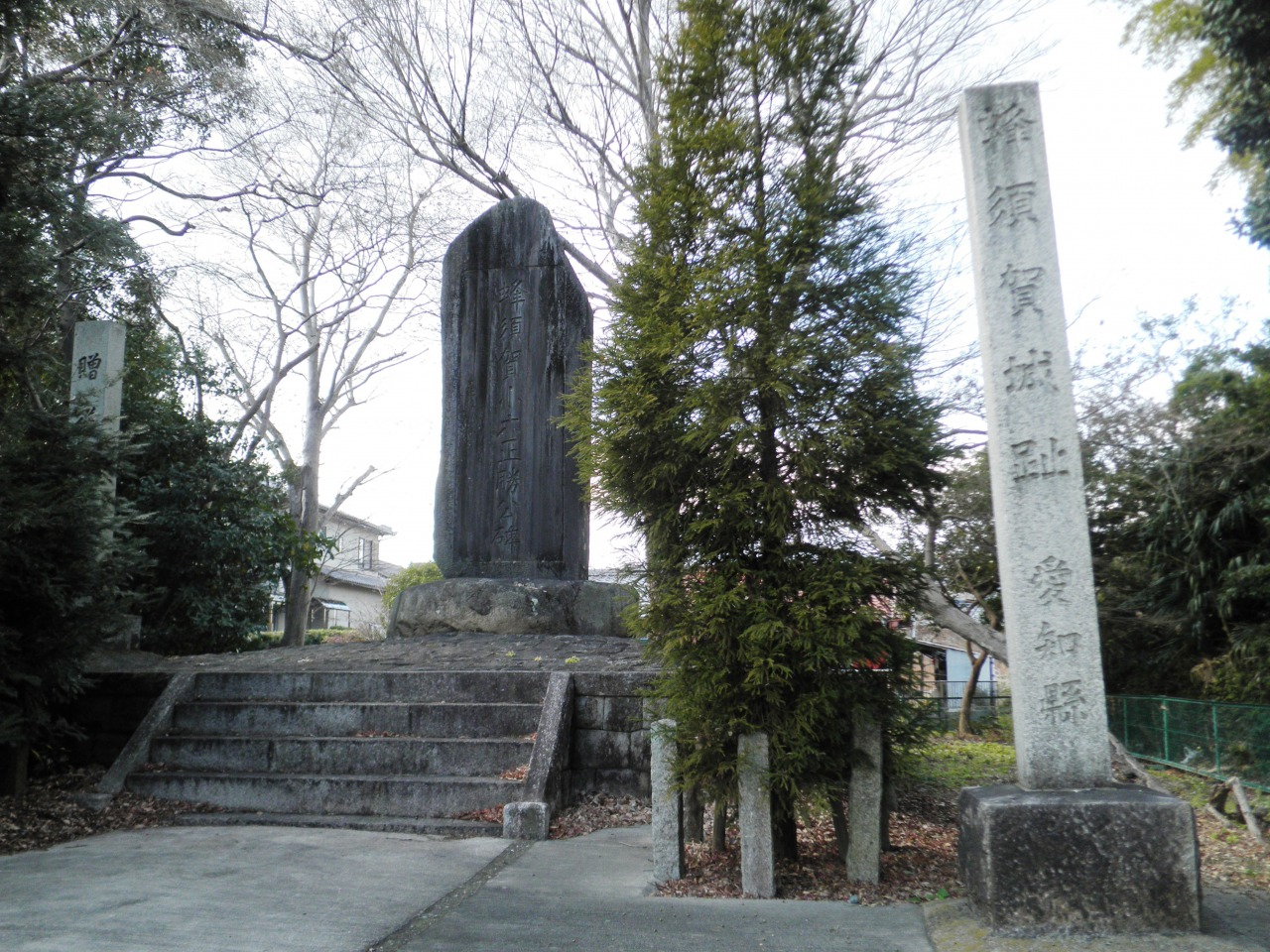
موقع قصر هاتشيسوكا
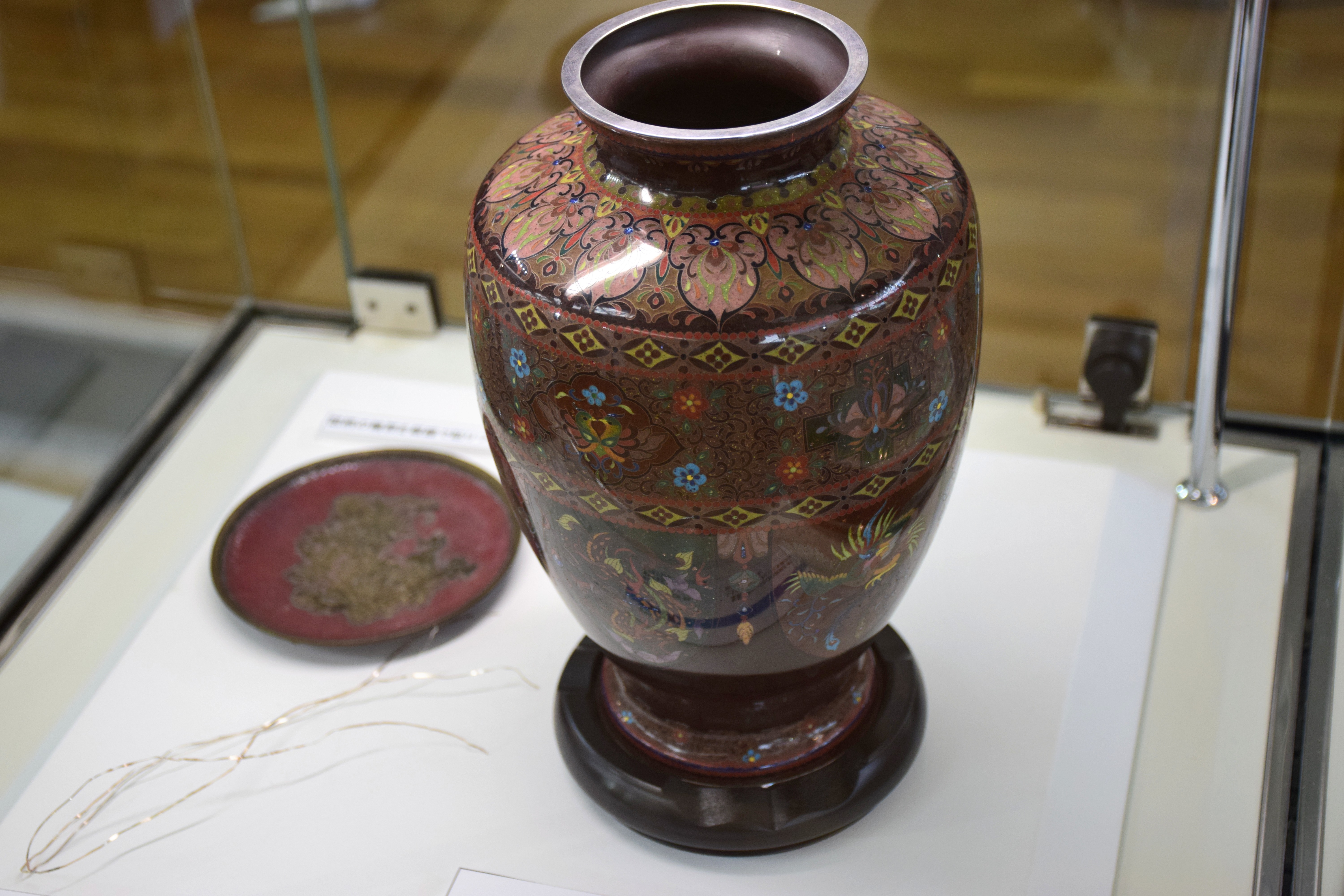
الخزف في منطقة أما
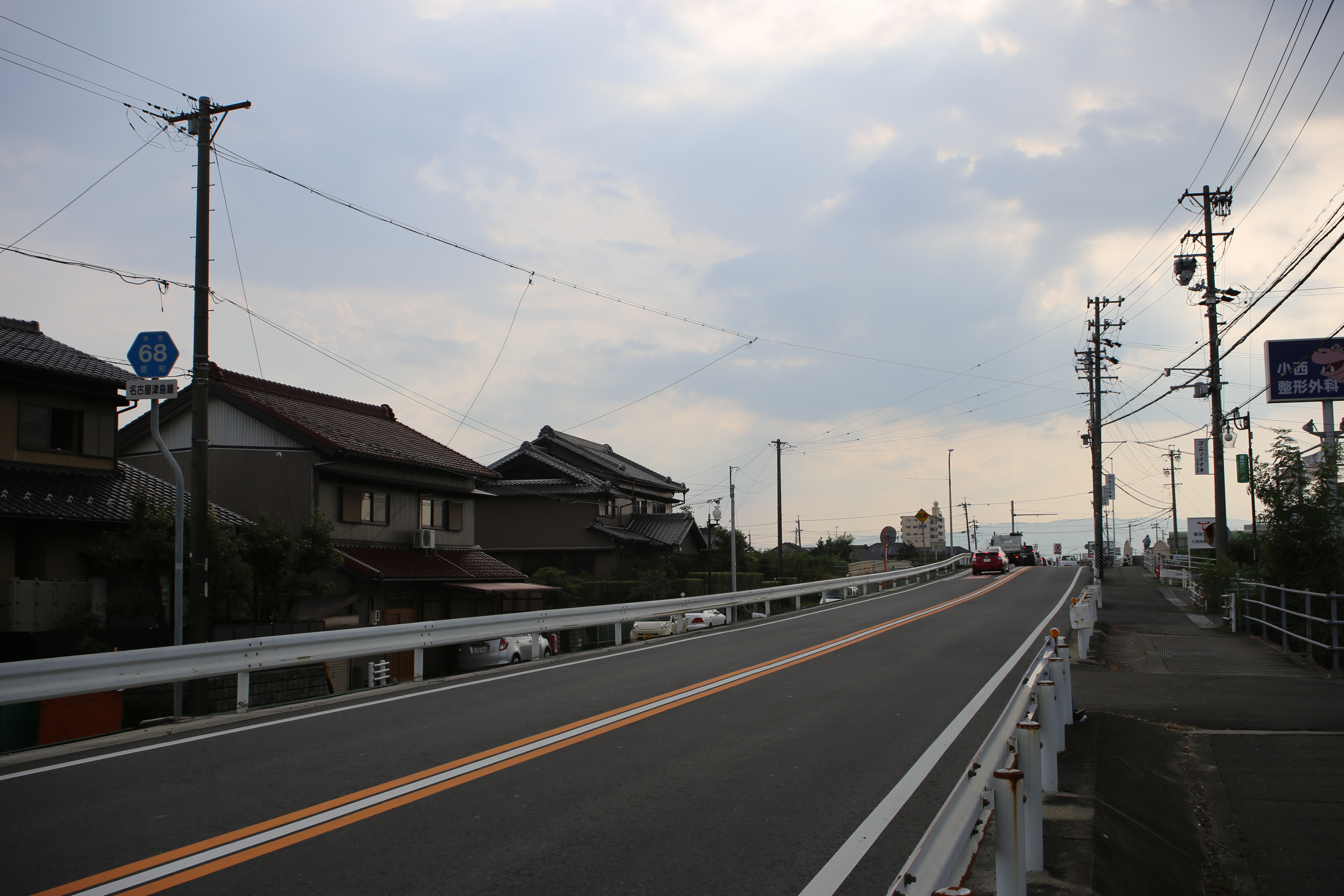
طريق سيار في المدينة
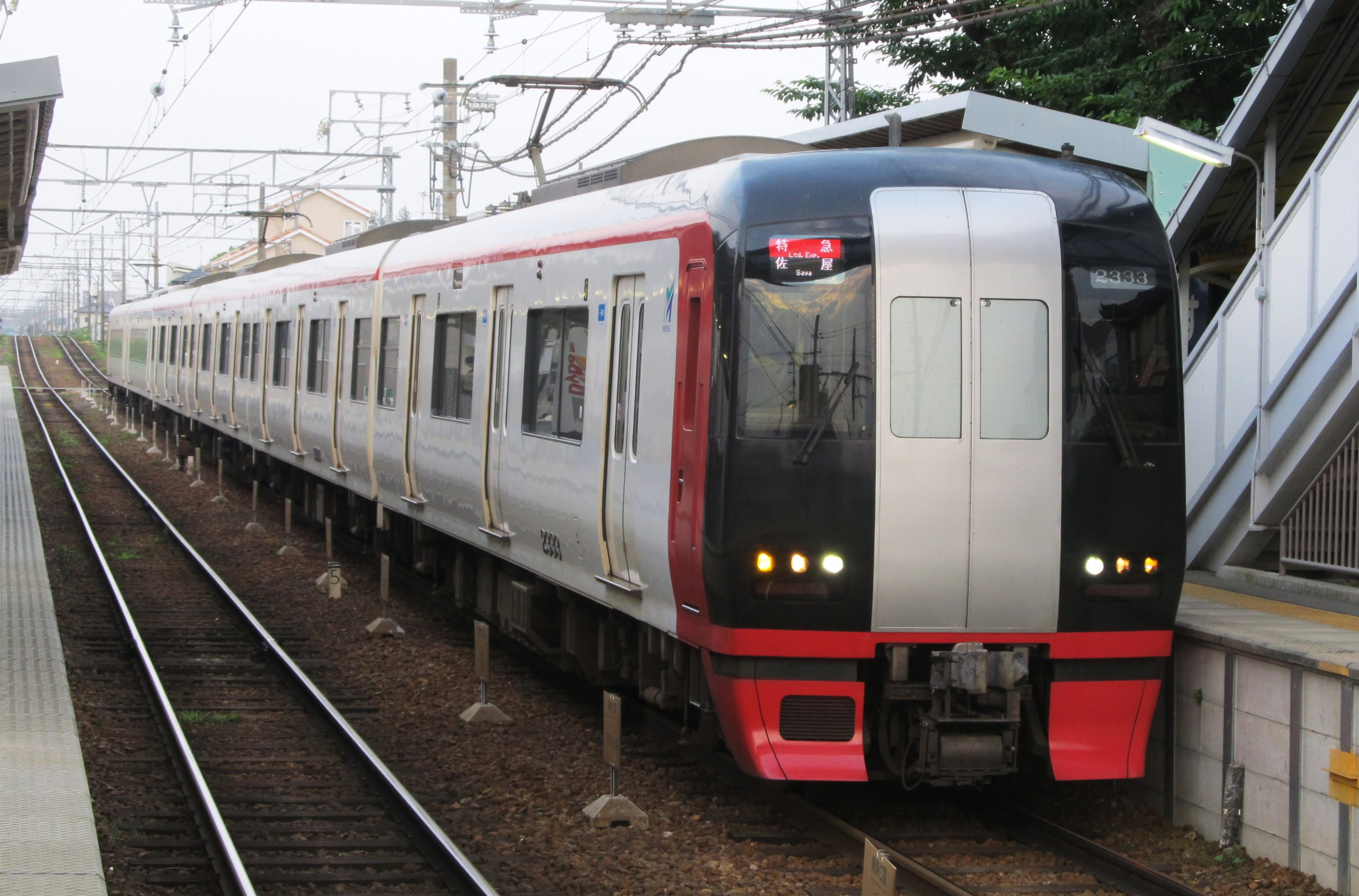
قطار يعمل على خط ميتيتسو—تسوشيما
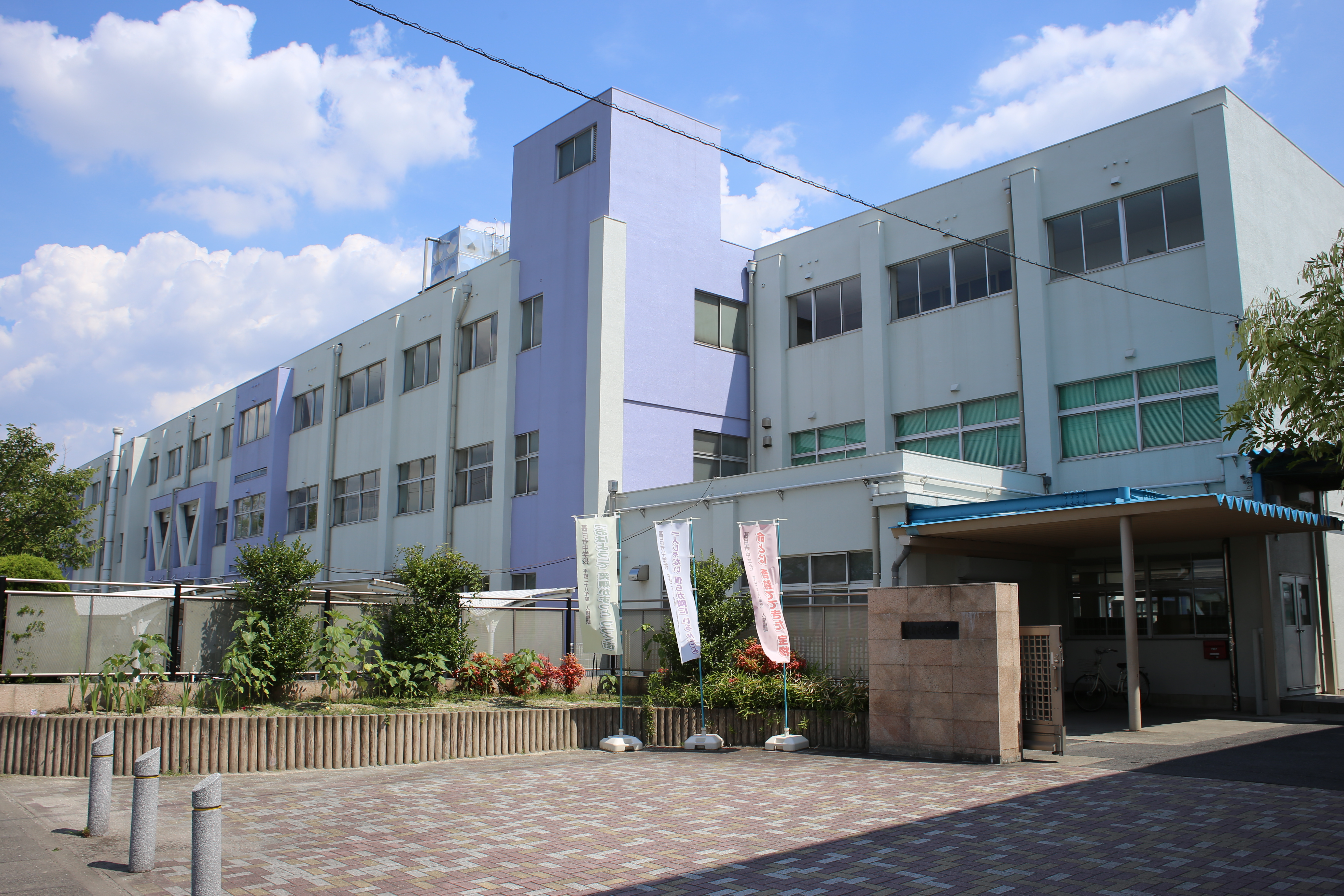
مدرسة جيموكوجي الإعدادية